# Дебют Алапіна
Дебют Алапіна — відкритий шаховий дебют, що починається з ходів 
 1.е4 е5 2.Kе2.
Названий на честь його творця Семена Алапіна. Нині застосовують нечасто, бо ходи 2. Кg1-f3 та Кb1-с3 вважають активнішими. Але хід 2.Ке2 застосовують задля підриву центру шляхом f2 — f4.

## Варіанти
Найбільш поширені варіанти:
- 2...Kf6
- 2...Kc6
- 2...Cc5